# Coscinasterias
Genre
Coscinasterias est un genre d'étoiles de mer (Asteroidea) de la famille des Asteriidae.

## Description et caractéristiques
Ces étoiles très irrégulières ont un nombre de bras généralement supérieur à 5, et sont souvent couvertes d'épines et de nombreux pédicellaires. Ce sont des espèces carnivores.

## Liste d'espèces
Selon World Register of Marine Species (2 juillet 2014) :
- Coscinasterias acutispina (Stimpson, 1862) -- Pacifique nord-ouest
- Coscinasterias calamaria (Gray, 1840) -- Sud de l'Océan indien
- Coscinasterias muricata Verrill, 1870 -- Nouvelle-Zélande
- Coscinasterias tenuispina (Lamarck, 1816) -- Atlantique

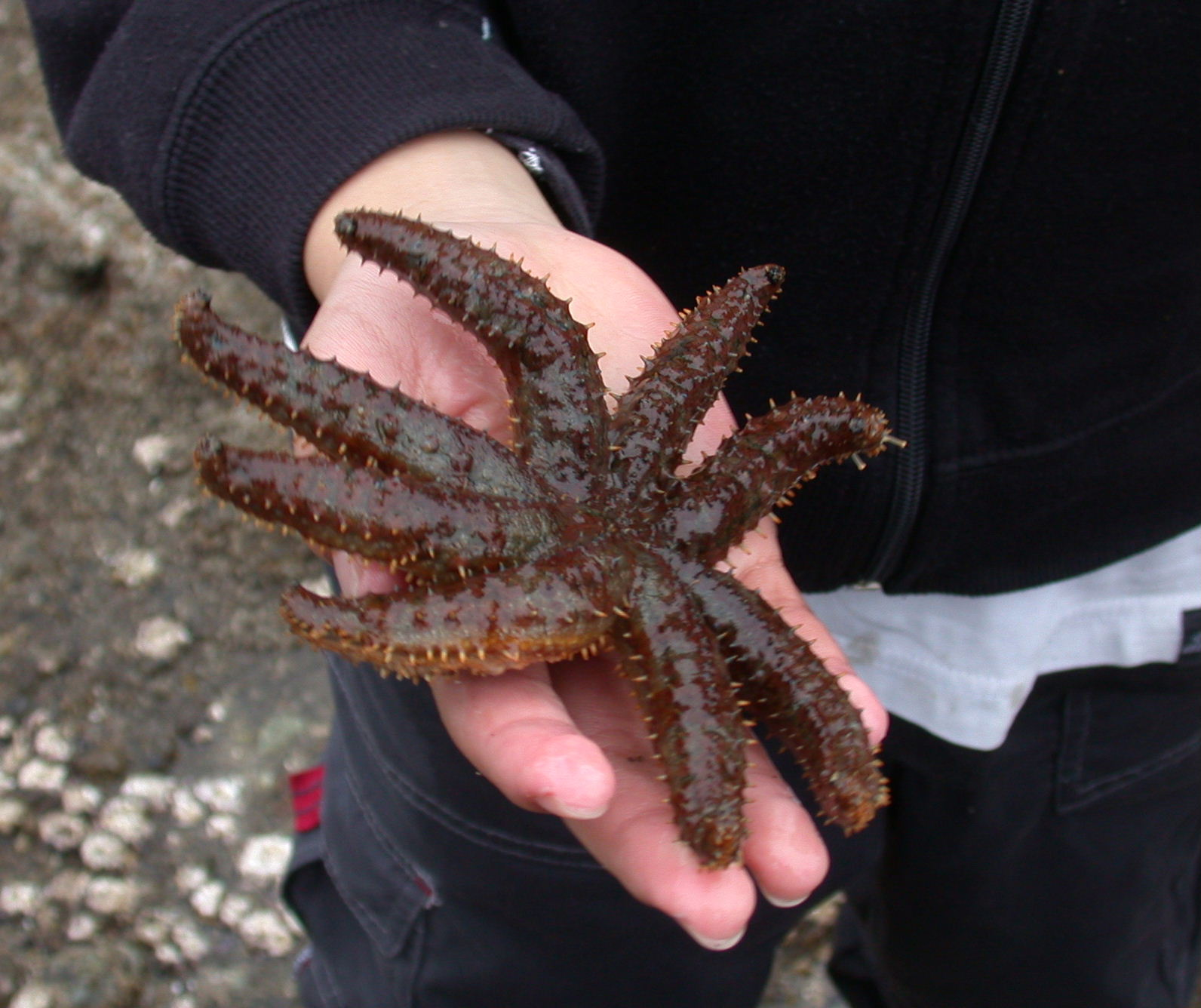
Coscinasterias acutispina
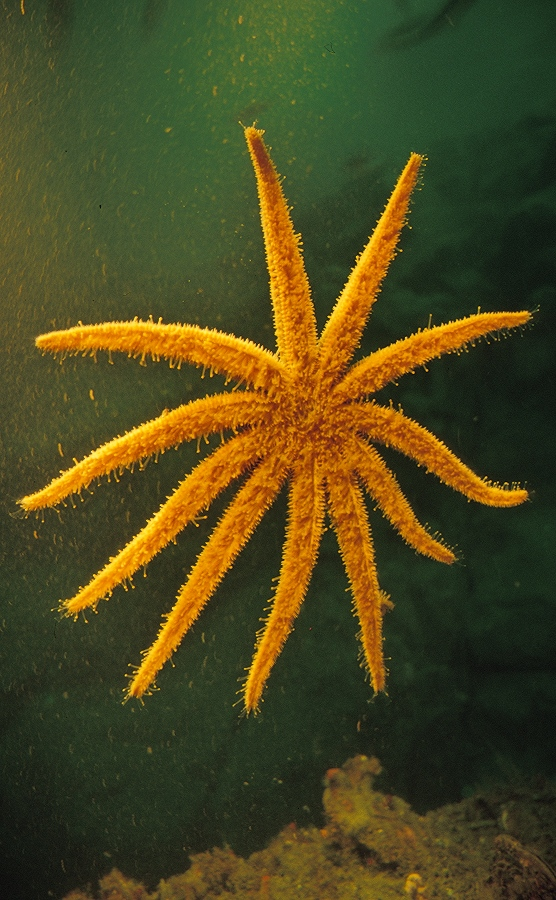
Coscinasterias calamaria
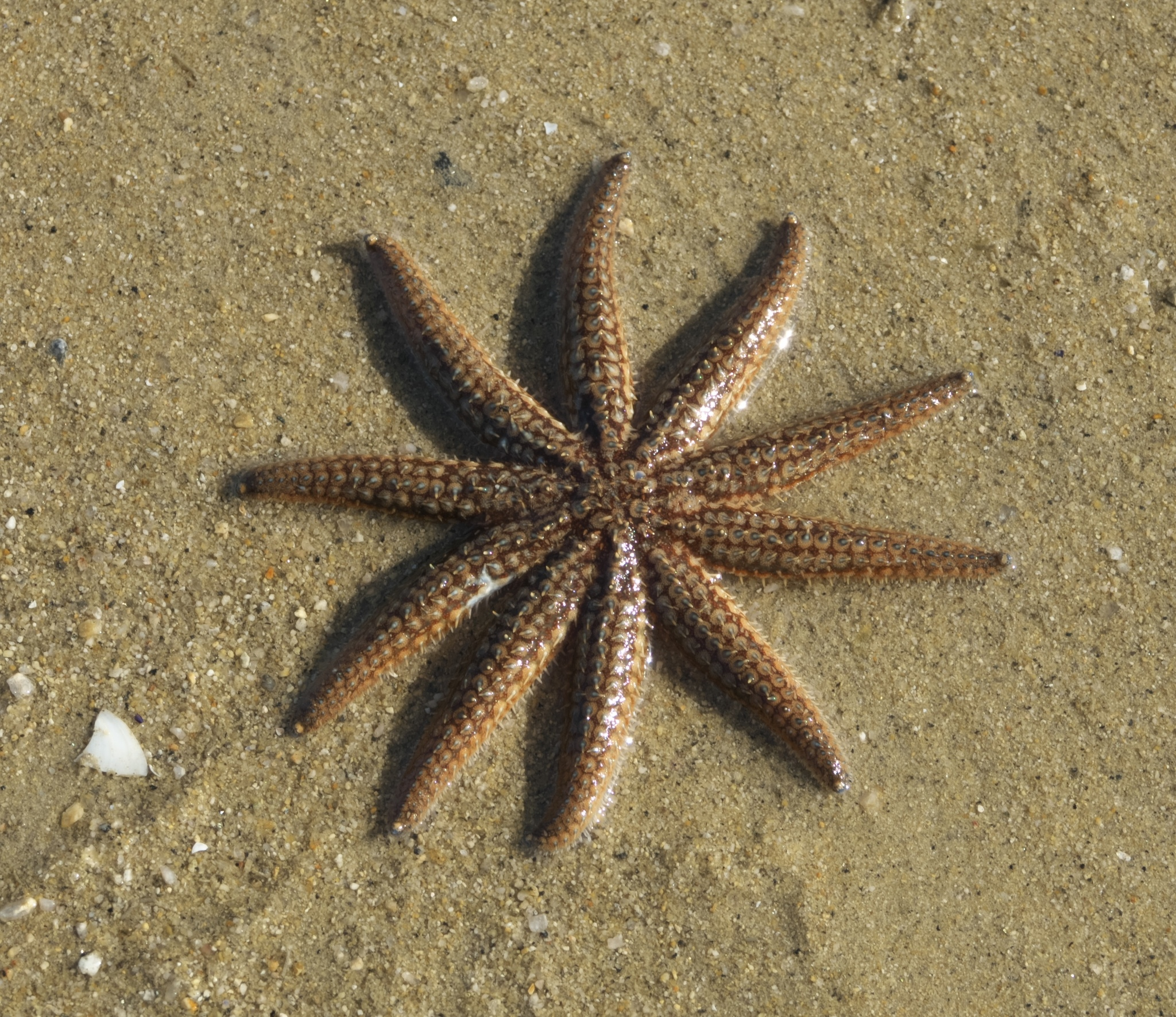
Coscinasterias muricata
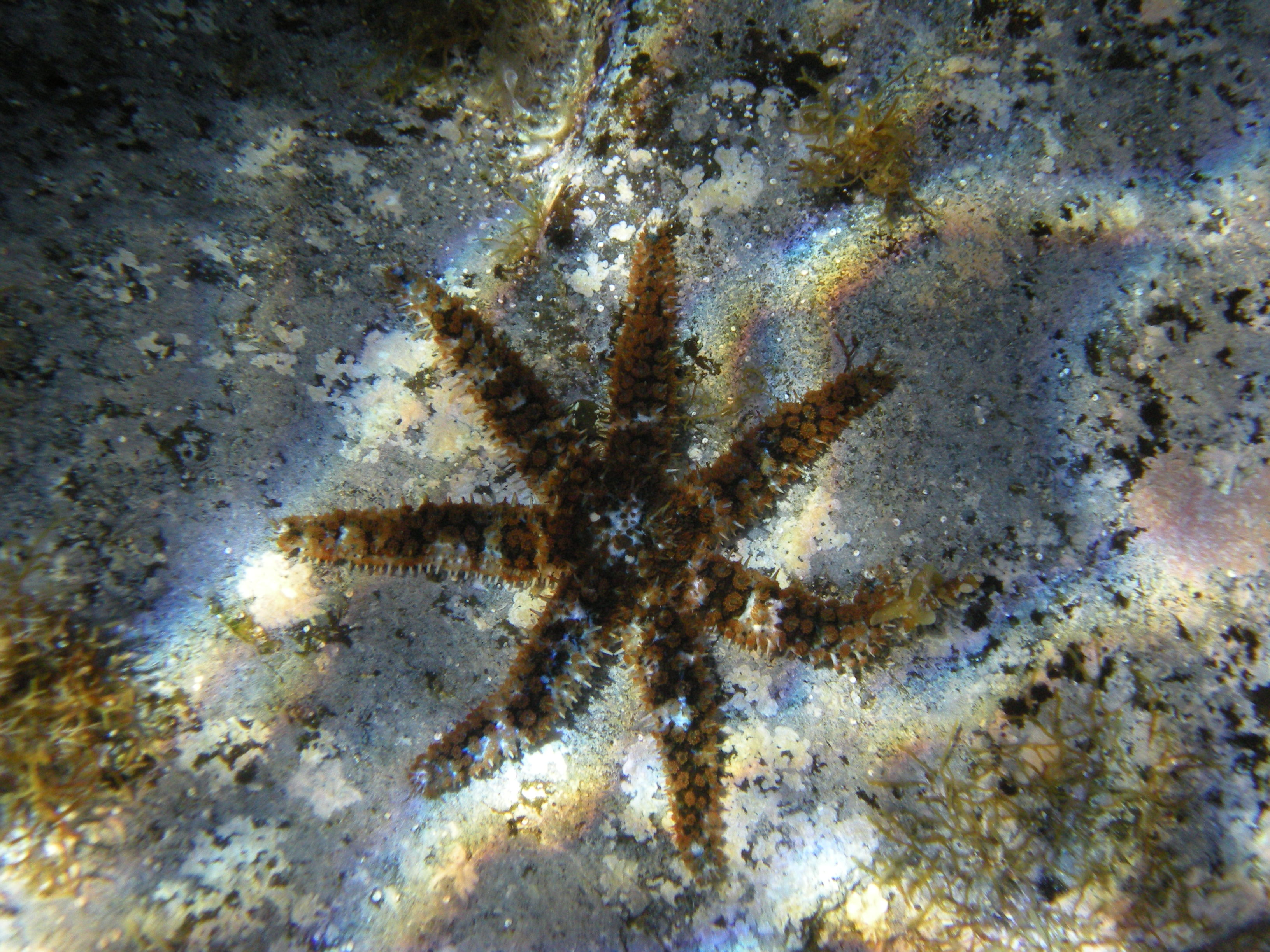
Coscinasterias tenuispina
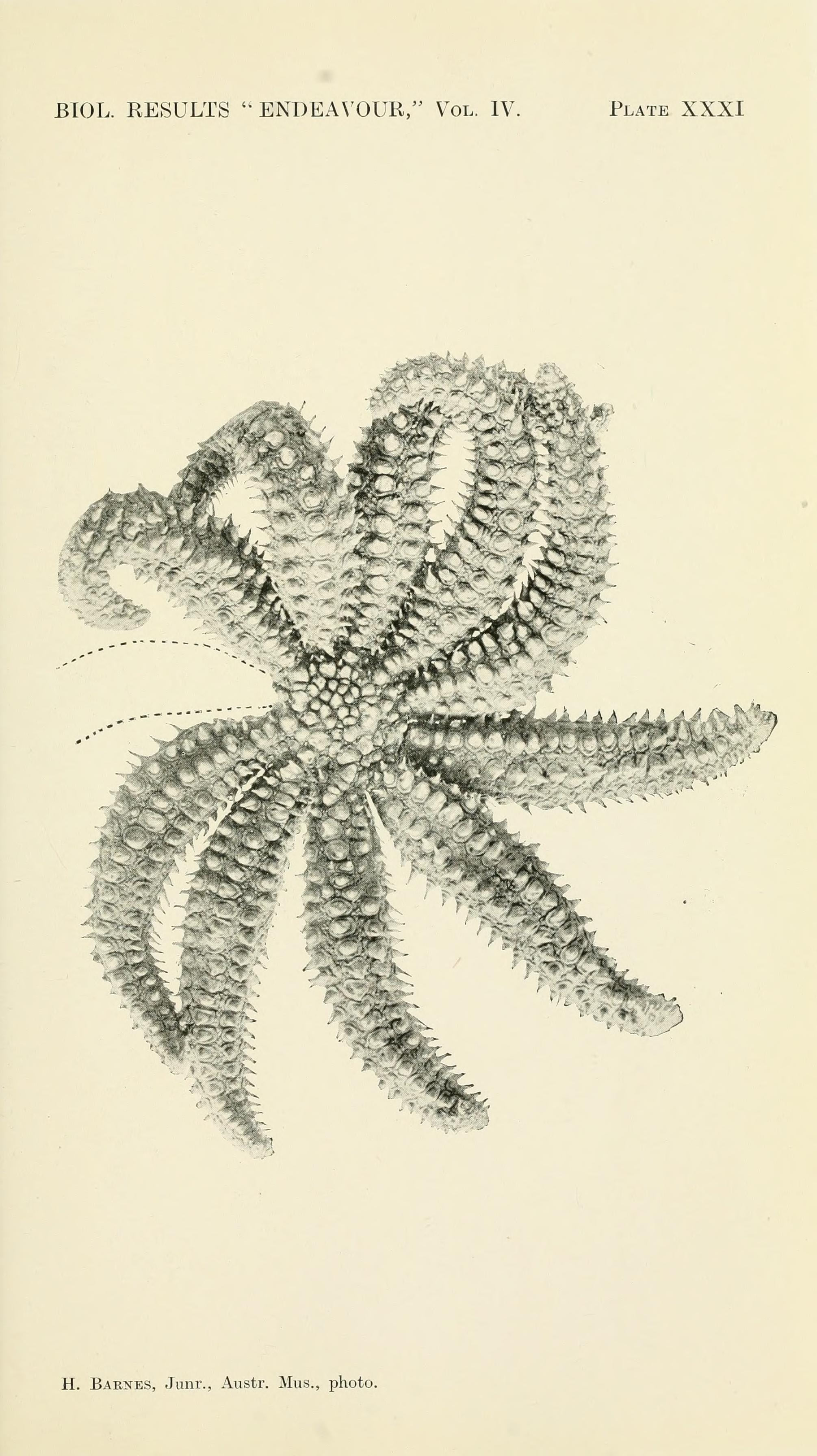
Coscinasterias gemmifera, une espèce australienne de validité incertaine.